# Inmigración canadiense en México
La inmigración canadiense hacia México se ha dado a finales del siglo XX (quizá sobre todo a partir de la firma del Tratado de Libre Comercio, acuerdo comercial entre los Estados Unidos, Canadá y México) siendo la de México la comunidad canadiense más numerosa en América Latina. Muchos de ellos, aún jóvenes y otros ya jubilados, eligen las playas y los pueblos pintorescos como lugares de residencia. Jalisco tiene la comunidad de canadienses más grande del país. También se tiene presencia canadiense en la Ciudad de México, en el ámbito de lo cultural, lo educativo, lo empresarial y lo comercial, otros estados con presencia canadiense son Oaxaca, Yucatán, Baja California y Baja California Sur. Canadá y México tienen una larga tradición de intercambios de visitas amigables. México es un país con más de cien millones de habitantes que simpatizan mucho con los canadienses y quienes tienen una gran variedad de destinos para los residentes, turistas y comerciantes.
Según el censo 2020 del INEGI, hay 12,439 ciudadanos canadienses residiendo en México, siendo la décima comunidad de extranjeros más grande del país.

## Historia
Los enviados habían hecho valiosos contactos con funcionarios del gobierno mexicano, uno de ellos era Arturo J. Braniff, cuñado del presidente Álvaro Obregón. Braniff era representado en Canadá por J.F. Wiebe. Los grupos menonitas interesados en establecerse en México y que integraron la delegación que vino a México a concretar el acuerdo con el gobierno eran: Manitoba, representado por Klass Heide, Kornelius Rempel y el Reverendo Julius Lowen; Hegue, representada por el Reverendo Johan Loeppky y Benjamín Goertzen; y Swift Current, representada por David Rempel quien se haría cargo de la crónica del viaje.
En su crónica, Rempel narra las peripecias vividas durante el viaje y dice que el 24 de enero de 1922 partieron de Rosenfeld para de ahí dirigirse a Winnipeg. Al día siguiente arreglaron sus trámites migratorios con el gobierno estadounidense y obtuvieron las visas del cónsul mexicano para viajar a El Paso, Texas. El 30 de enero, en El Paso, los contactó a J.F. Wiebe quién los condujo a Tucsón, Arizona a entrevistarse con Enlow quién tiene en comisión tierras en el noroeste de México. El 2 de febrero, Enlow los conduce de Tucsón a Nogales, Arizona donde realizan los trámites migratorios y se internan a Sonora.

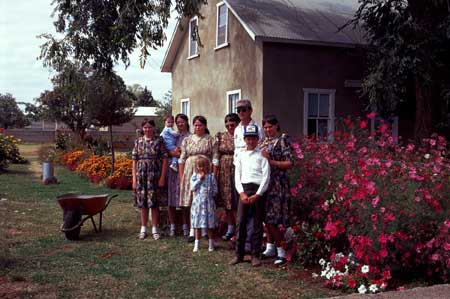
Los menonitas, emigraron de Manitoba, Canadá hacia Cuauhtémoc, Chihuahua, en 1922.

El 1 de marzo de 1922, salió de Manitoba, Canadá, el primero de los seis trenes que contrataron los menonitas a un costo de 30 000 dólares por cada uno para transportarlos hasta México, llegando a San Antonio de los Arenales el día 8 del mismo mes. En total arribaron 9,263 personas que se distribuyeron 8,025 en lo que hoy es el municipio de Cuauhtémoc, 511 en el municipio de Namiquipa y 727 en el municipio de Riva Palacio; los tres municipios localizados en el estado de Chihuahua.
Cada familia traía, además de sus pertenencias personales, su menaje de casa, carros de transporte, caballos de tiro, vacas lecheras, pollos, gansos, cerdos, implementos agrícolas, semillas para siembra, maderas y materiales para construcción de sus casas y la nada despreciable cantidad de 15 millones de pesos. Se organizaron en dos colonias: Manitoba conformada por 42 campos numerados del 1 al 42 y Swift Current conformada por 17 campos numerados del 101 al 117.
Las tierras en legalmente fueron adquiridas por dos compañías y fue a través de ellas que se les entregó la porción correspondiente a cada familia consistente en alrededor de 40 acres. Esas compañías son las que hasta la fecha poseen legalmente las tierras, y ellas son las que pagan las contribuciones estatales y municipales mismas que a su vez cobran a los colonos.
El Tratado de Libre Comercio de América del Norte (TLCAN), en inglés North American Free Trade Agreement (NAFTA) y en francés Accord de libre-échange nord-américain (ALÉNA), es un acuerdo regional entre los gobiernos de Canadá, de los Estados Unidos y de México para crear una zona de libre comercio. Este Acuerdo comercial fue negociado durante la administración del presidente mexicano Carlos Salinas de Gortari, del presidente estadounidense George H.W. Bush, y del primer ministro canadiense Brian Molroney. El Acuerdo Comercial se firmó por México el 17 de diciembre de 1992 y entró en vigencia a partir del 1 de enero de 1994, cuando se cumplió con el procedimiento de ratificación por parte del poder legislativo de cada país que lo suscribió.

## Comunidades canadienses

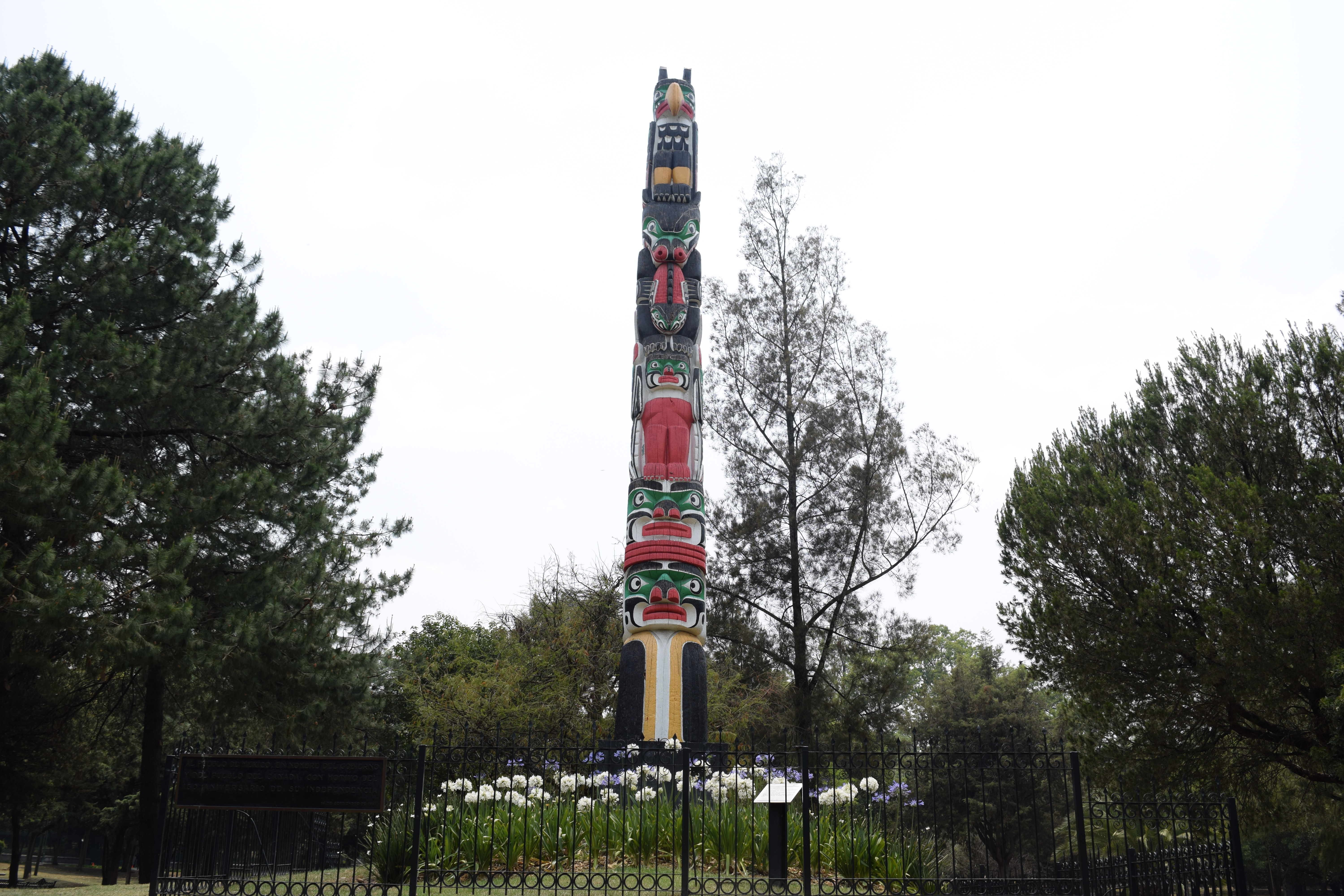
Totem canadiense en la Ciudad de México.

En Huatulco, existe una numerosa comunidad canadiense.

### Quebequenses
Existe una presencia de canadienses francófonos originarios de Quebec, los cuales han participado en la inversión privada y en la difusión del idioma francés siendo muchos de ellos estudiantes y empresarios.

### Relaciones diplomáticas de Canadá en México

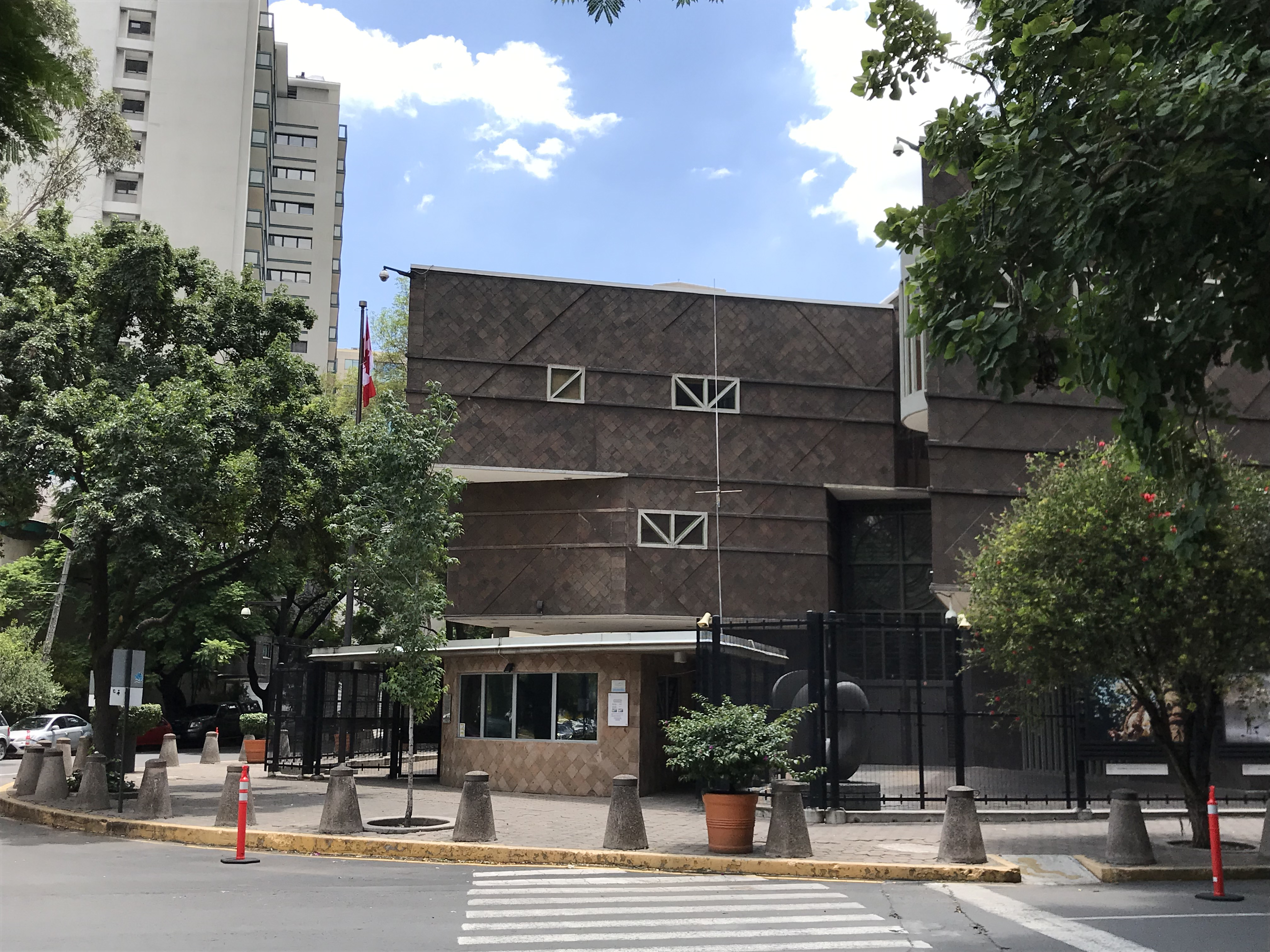
Embajada de Canadá la Ciudad de México

La embajada de Canadá en México no solo se encarga de proteger a los ciudadanos canadienses que residen en el país de manera temporal o definitiva; también, a través de varias organizaciones civiles mantiene el contacto con los mexicanos.
- Embajada de Canadá en la Ciudad de México[7]
- Monterrey (Consulado-General)[8]
- Guadalajara (Consulado)[9]
- Acapulco (Agencia consular)
- Cabo San Lucas (Agencia consular)
- Cancún (Agencia consular)
- Mazatlán (Agencia consular)
- Oaxaca de Juárez (Agencia consular)
- Playa del Carmen (Agencia consular)
- Puerto Vallarta (Agencia consular)

## Canadienses en México
- Arnold Belkin, Pintor.
- Fanny Kaufman "Vitola", actriz y comediante.
- Taya Valkyrie, luchadora.

## Tabla de flujos migratorios
| 1900 | 140    |
| 1910 | 383    |
| 1921 | 159    |
| 1930 | 7.779  |
| 1940 | 5.338  |
| 1950 | 6.102  |
| 1960 | 5.631  |
| 1970 | 3.352  |
| 1980 | 3.259  |
| 1990 | 3.011  |
| 2000 | 5.768  |
| 2010 | 7.943  |
| 2020 | 12.439 |